# 郭柏鹭
郭柏鹭（1997年9月25日—），出生于辽宁省大连市沙河口区。因父亲将其照片上传至网易相册后被网友发现并广泛转载而出名，目前出演过多部电视剧以及广告片，是中国大陆地区的著名童星。

## 参演作品

### 电视剧
| 拍摄日期 | 剧名                 | 饰演           | 备注           |
| 2003年   | 《真的不想走》       | 付冲           | 女主角（童年） |
| 2004年   | 《烈爱》             | 敏琪           | 女主角（童年） |
| 2005年   | 《心火》             | 如意           |                |
| 2006年   | 《更年期的幸福生活》 | 闪闪           |                |
| 2006年   | 《决不妥协》         | 张路           | 女主角（童年） |
| 2008年   | 《万卷楼》           | 芊芊           |                |
| 2009年   | 《倚天屠龙记》       | 周芷若（童年） |                |
| 2009年   | 《你是我的生命》     | 南冰洁         |                |
| 2009年   | 《正义联盟》         | 飞儿           | 2015年播出     |

### 广告
- 2005年 东芝笔记本电脑 平面广告
- 2005年 汰渍洗衣粉 电视广告
- 叮特来童装 平面广告